# NGC 1216
NGC 1216 ist eine Linsenförmige Galaxie vom Hubble-Typ S0/a im Sternbild Eridanus südlich des Himmelsäquators. Sie ist schätzungsweise 238 Millionen Lichtjahre von der Milchstraße entfernt und hat einen Durchmesser von etwa 55.000 Lichtjahren. Die Galaxie wird als Mitglied der Galaxiengruppe HCG 23 gelistet.
Im selben Himmelsareal befinden sich u. a. die Galaxien NGC 1208, NGC 1214, NGC 1215, IC 1880.
Das Objekt wurde im Jahr 1886 von Ormond Stone entdeckt.